# Светско првенство у даљинском пливању 2011 — 5 километара екипно мешовито
Светско првенство у даљинском пливању 2011 — 5 километара за мешовите екипе одржано је у оквиру 14. Светског првенства у воденим спортовима у Шангају 2011. Такмичење је одржано на отвореним водама код обале плаже Ђиншан од 21. јула.
Екипа се сатојала од три члана у којој је бар један члан требало да је другог пола. Пласман се рачунао према времену доласка на циљ трећег члана екипе.

## Победници
| Злато:                                                   | Сребро:                                                | Бронза:                                                 |
| Ендру Гемел · Шон Рајан · Ешли Твичел · Сједињене Државе | Мелиса Горман · Rhys Mainstone · Ky Hurst · Аустралија | Jan Wolfgarten · Томас Лурц · Isabelle Haerle · Немачка |

## Резултати
Такмичење је одржано 21. јула у 9,00 часова по локалном времену
| Место | Пливачи (време)                                                                                                  | Екипа            | Време           |
| ----- | --- | ---------------- | --------------- |
|       | Ендру Гемел (56:59,9) Шон Рајан (57:00,0) Ешли Твичел (57:00,6)                                                  | Сједињене Државе | 57:00,6         |
|       | Мелиса Горман (57:01,4) Rhys Mainstone (57:01,7) Ky Hurst (57:01,8)                                              | Аустралија       | 57:01,8         |
|       | Jan Wolfgarten (57:40,4) Томас Лурц (57:42,0) Isabelle Haerle (57:44,2)                                          | Немачка          | 57:44,2         |
| 4     | Лука Ферети (57:58,9) Nicola Bolzonello (57:59,6) Rachele Bruni (58:00,5)                                        | Италија          | 58:00,5         |
| 5     | Јевгениј Дратцев (58:30,9) Сергеј Болшаков (58:31,9) Јекатерина Селиверстова (58:32,7)                           | Русија           | 58:32,7         |
| 6     | Спиридон Јаниотис (59:19,3) Антонис Фокаидис (59:22,2) Маријана Лумперта (59:22,8)                               | Грчка            | 59:22,8         |
| 7     | Damien Cattin Vidal (1:00:26,5) Sebastien Fraysse (1:00:27,7) Ophelie Aspord (1:00:27,3)                         | Француска (ФРА)  | 1:00:27,3       |
| 8     | Zhang Zibin (58:16,9) Xu Wenchao (1:00:55,9) Fang Yanqiao (1:01:02,2)                                            | Кина             | 1:01:02,2       |
| 9     | Cecilia Biagoli (1:01:11,7) Guillermo Bertola (1:01:11,0) Gabriel Villagoiz (1:01:34,2)                          | Аргентина        | 1:01:34,2       |
| 10    | Richard Weingerber (1:02:08,4) Aimeson King (1:02:08,4) Zsofi Balazs (1:02:08,7)                                 | Канада           | 1:02:08,7       |
| 11    | Erwin Maldonado(1:02:19,5) Angel Moreira (1:22:19,7) Yanel Pinto (1:02:32,0)                                     | Венецуела        | 1:02:32,0       |
| 12    | Luis Ricardo Escobar Torres (1:03:23,9) Zaira Cardenas Hernandez (1:03:22,0) Alejandra Gonzalez Lara (1:03:23,9) | Мексико          | 1:03:23,9       |
| 13    | Yuen Marcus Yat Ho (1:04:29,6) Tang Wing Yung Natasha (1:04:44,9) Chan Fiona On Yi (1:04:53,4)                   | Хонгконг         | 1:04:53,4       |
| 14    | Mazen Mohamed Aziz (1:06:00,3) Islam Mohsen (1:06:02,0) Laila El Basiouny (1:06:03,4)                            | Египат           | 1:06:03,4       |
| –     | Natalie du Toit Chad Ho Troy Prinsloo                                                                            | Јужна Африка     | Нису стратовали |